# اسکار کوئینتابانی
اسکار کوئینتابانی (انگلیسی: Óscar Quintabani؛ زادهٔ ۴ ژوئن ۱۹۵۰) بازیکن فوتبال اهل آرژانتین است.
از باشگاه‌هایی که در آن بازی کرده‌است می‌توان به باشگاه فوتبال ریور پلاته و باشگاه فوتبال آرژانتینوس جونیورز اشاره کرد.